# 台北市立介寿国民中学
台北市立介寿国民中学（たいぺいしりつかいじゅこくみんちゅうがく、ピンイン：Jièshòu、注音: ㄊㄞˊ ㄅㄟˇ ㄕˋ ㄌㄧˋ ㄐㄧㄝˋ ㄕㄡˋ ㄍㄨㄛˊ ㄇㄧㄣˊ ㄓㄨㄥ ㄒㄩㄝˊ、Taipei Municipal Jie Shou Junior High School）は、台湾台北市松山区にある中学校。

## 沿革
- 1967年 台北市が学校建設を決定
- 1968年 男女別学国中として開校

## 組織
- 普通班：69クラス
- 啓智班：3クラス
- 学困班：1クラス
- 資源班：2クラス

## 歴代校長
1. 1968年9月~1975年9月 潘維鑑
2. 1975年9月~1986年8月 林煇
3. 1986年8月~1994年2月 孫超
4. 1994年2月~2001年8月 吳和恵
5. 2001年8月~2005年8月 陳総鎮
6. 2005年8月~2009年8月 羅美娥
7. 2009年8月~ 葛虹

## 校歌
前進前進莫留停
前進前進莫留停
本仁愛正人倫四育尚篤行
健身心増す智能愛家利人群
革新社会風気従我起
復興中華文化新又新
前進前進莫留停
前進前進莫留停

## 学区
- 介寿里
- 東栄里
- 東昌里
- 東勢里
- 龍田里
- 精忠里
- 復勢里
- 中華里